# Брукховен, Кристина ван
Кристина ван Брукховен (род. 9 апреля 1953, Антверпен) — бельгийский молекулярный биолог и профессор молекулярной генетики Антверпенского университета. Она возглавляет отдел молекулярной генетики Института биотехнологии Фландрии. Кристина занимается исследованиями болезни Альцгеймера, биполярных психических расстройств и других неврологических заболеваний. С 1983 года у неё есть собственная лаборатория молекулярной генетики в Университете Антверпена, а с 2005 года она занимается исследованиями нейродегенеративных заболеваний головного мозга. Она помощник редактора научного журнала Genes, Brain and Behavior.

## Награды
За свои достижения в науке ван Брукховен получила Belgian Quinquennial Prize Бельгийского национального научного фонда, а в 1993 году она и трое других ученых были удостоены американской Потамкинской премии за работу над белком-предшественником амилоида, который может вызывать тяжёлую раннюю болезнь Альцгеймера. В 2005 году она была награждена премией «Ковчег свободного мира». В 2006 году она была удостоена в качестве лауреата от Европы международной премии Л’Ореаль-ЮНЕСКО для женщин в науке «За генетические исследования болезни Альцгеймера и других нейродегенеративных заболеваний». Она была лауреатом премии «Европейский изобретатель» 2011 года в категории исследований, а в 2012 году получила премию Фонда Metlife за медицинские исследования болезни Альцгеймера.

## Участие в политике
19 марта 2007 года стало известно, что Кристина ван Брукховен будет кандидаткой от Социалистической партии, левоцентристской социал-демократической партии, на бельгийских федеральных выборах 2007 года. Ван Брукховен возглавила список Палаты народных представителей Бельгии в провинции Антверпен. 10 июня 2007 года избрана депутатом Палаты народных представителей. Ушла из политики после всеобщих выборов в Бельгии в 2010 году, чтобы сосредоточиться на научной работе.